# Codex Aniciae Julianae

Codex Aniciae Julianae - Περὶ ὕλης ἰατρικῆς în limba originală greacă, de asemenea, cunoscut și sub numele de Codex Vindobonensis, Codex Byzantinus sau Viena Dioscorides - este copia ilustrată cea mai veche și cea mai valoroasă a farmacopeii De Materia Medica scrisă de doctorul grec Dioscoride Pedanios, care a trăit în secolul I. Este cel mai vechi ierbar conservat și este o capodoperă artistică a secolului al VI-lea.
În prezent se afla în păstrare la Biblioteca Națională a Austriei din Viena, sub simbolul importanței Vindobonensis Medicus Graecus 1. Importanța sa se datorează naturalismului extrem cu care sunt vopsite plantele, animalele și multe altele.

## Istoric
Codex-ul a fost donat de către poporul din Constantinopol lui Anicia Juliana (Annika), fiica împăratului occidentului Olybrius și a Placidiei, fiica împăratului Valentinian al III-lea și nepoată a lui Galla Placidia, în jurul anului 512-513, în semn de mulțumire pentru construirea unei biserici închinate Fecioarei Maria.
Deși a fost creat ca o copie de lux, de-a lungul secolelor a fost folosit zilnic ca un manual în spitalul imperial al Constantinopolului, și de asemenea s-au găsit unele înregistrări din 1406 în limba greacă ale unei asistente semnată Natanael.
De-a lungul perioadei bizantine manuscrisul a fost folosit ca original pentru a face mai multe copii ale lucrării, care au fost dăruite unor lideri străini, inclusiv ediția arabă pentru emirul Abd ar-Rahman al III-lea al Spaniei pentru care împăratul bizantin Constantin al VII-lea a trimis o copie greacă și un traducător.
În 1406 manuscrisul a fost restaurat și extins prin adăugarea unui tabel de cuprins de către Patriarhul Ecumenic al Constantinopolului Ioan Chortasmenos.
Ultimul proprietar al codex-ului din Constantinopol, devenit Istanbul între timp, a fost evreul Moise Hamon, doctorul lui Soliman Magnificul.
Aici, în secolul al XVI-lea a fost descoperit de către ambasadorul împăratului Ferdinand I al Sfântului Imperiu Roman, Augier Ghislain de Busbecq⁠(en)[traduceți]. Fiul lui Hamon l-a vândut împăratului Maximilian al II-lea. Manuscrisul a fost dus la Viena și păstrat în bibliotecă, unde se află și în zilele noastre.

## Galerie

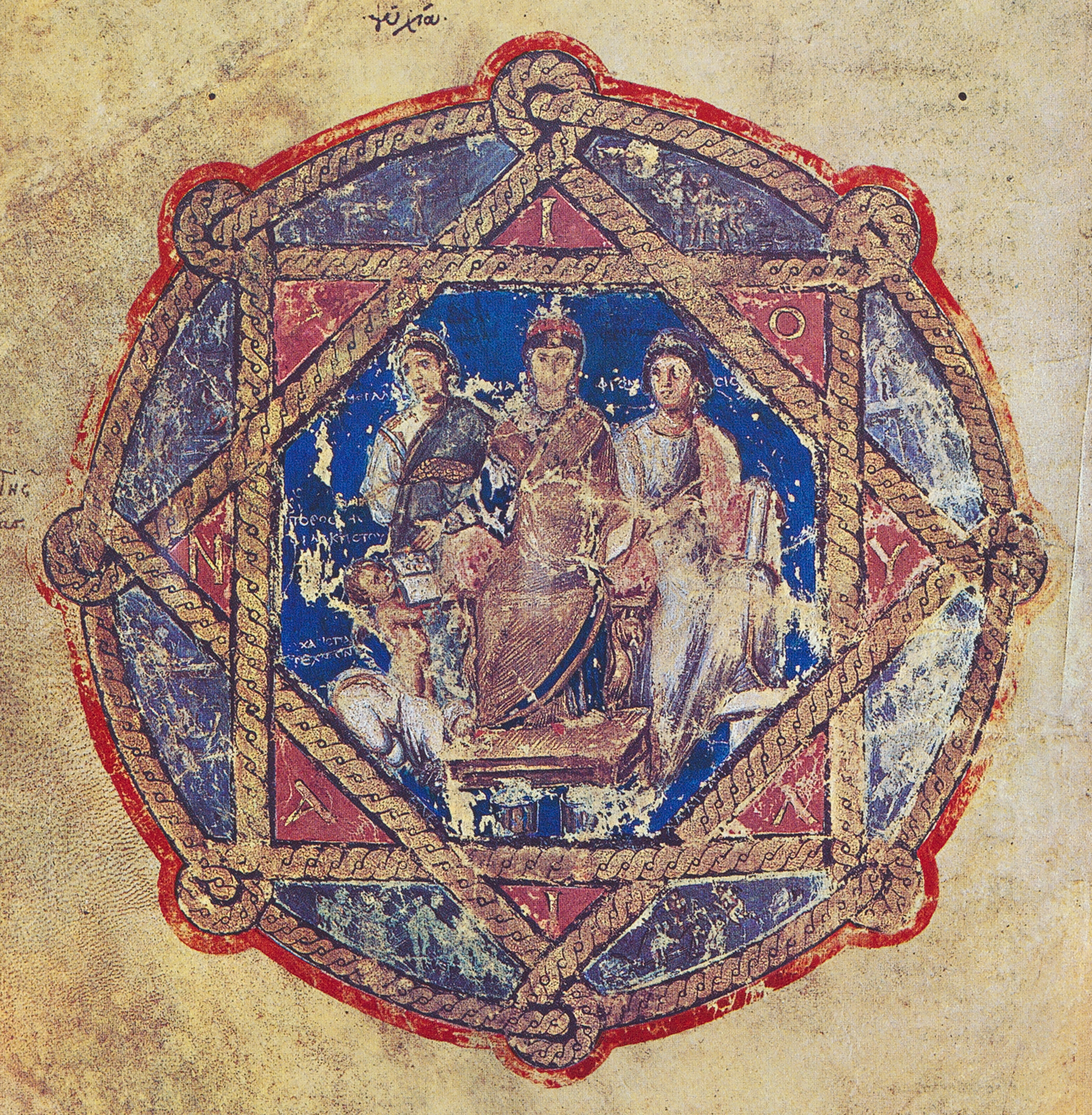
Anicia Juliana
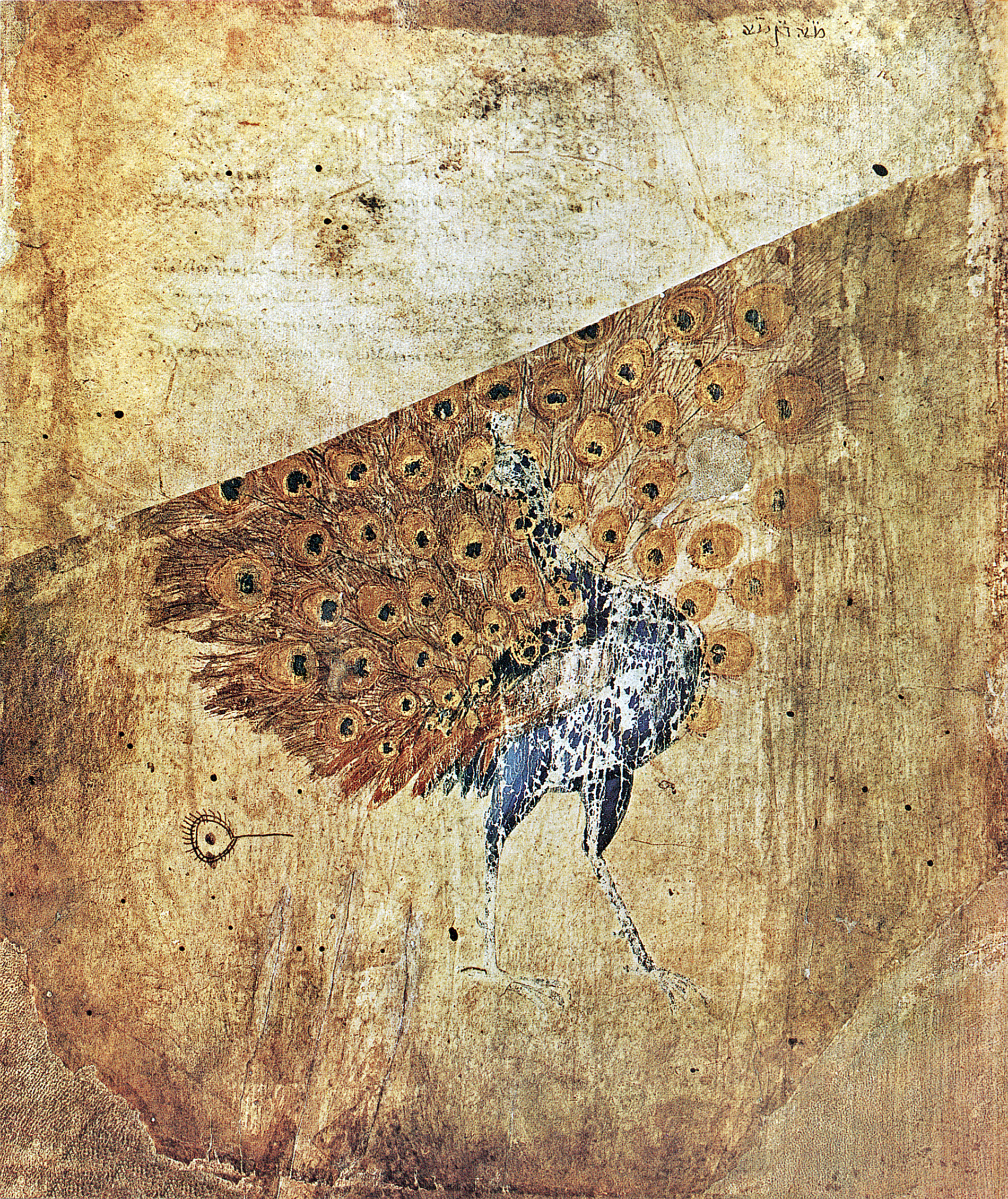
Păun copertă
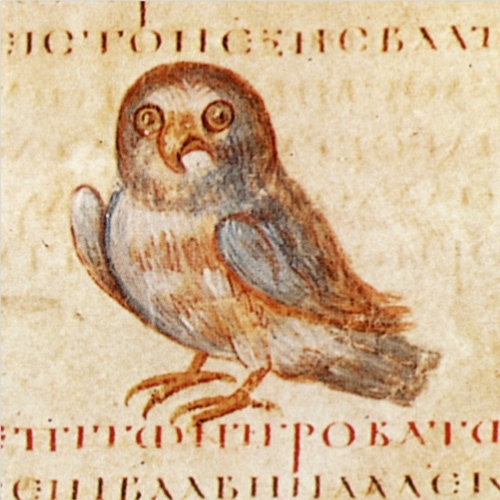
Bufniță
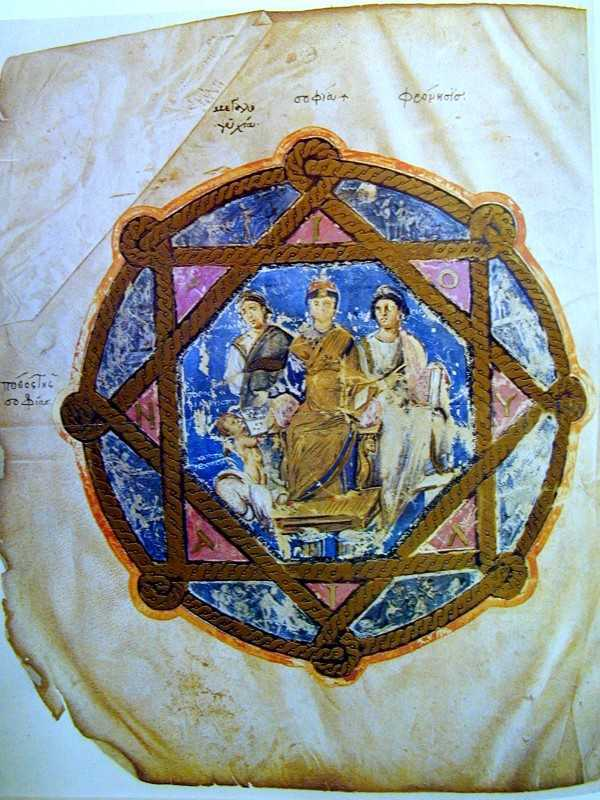
Fila 6v, portretul donatorului.
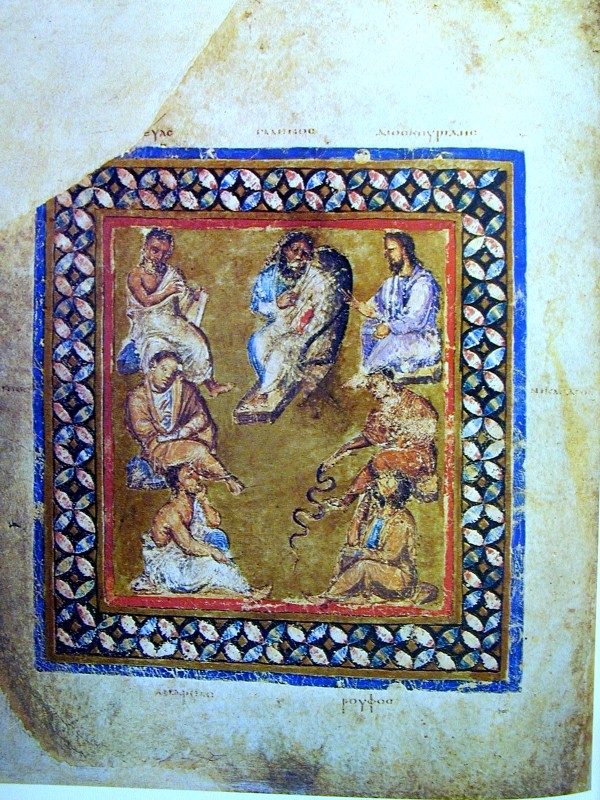
Fila 3v, șapte medici
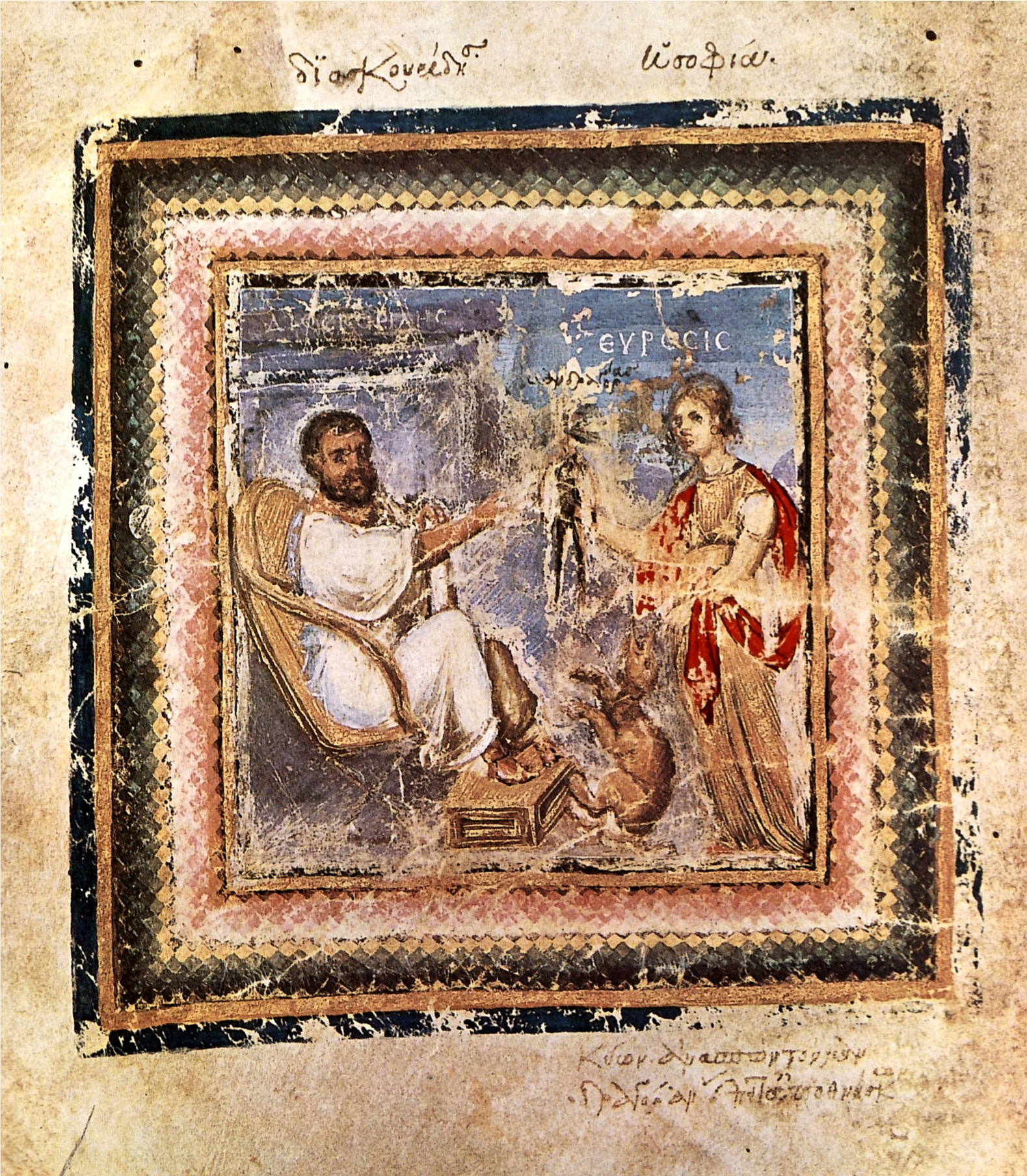
Dioscoride, deschizând puterea magică a rădăcinii de mătrăgună
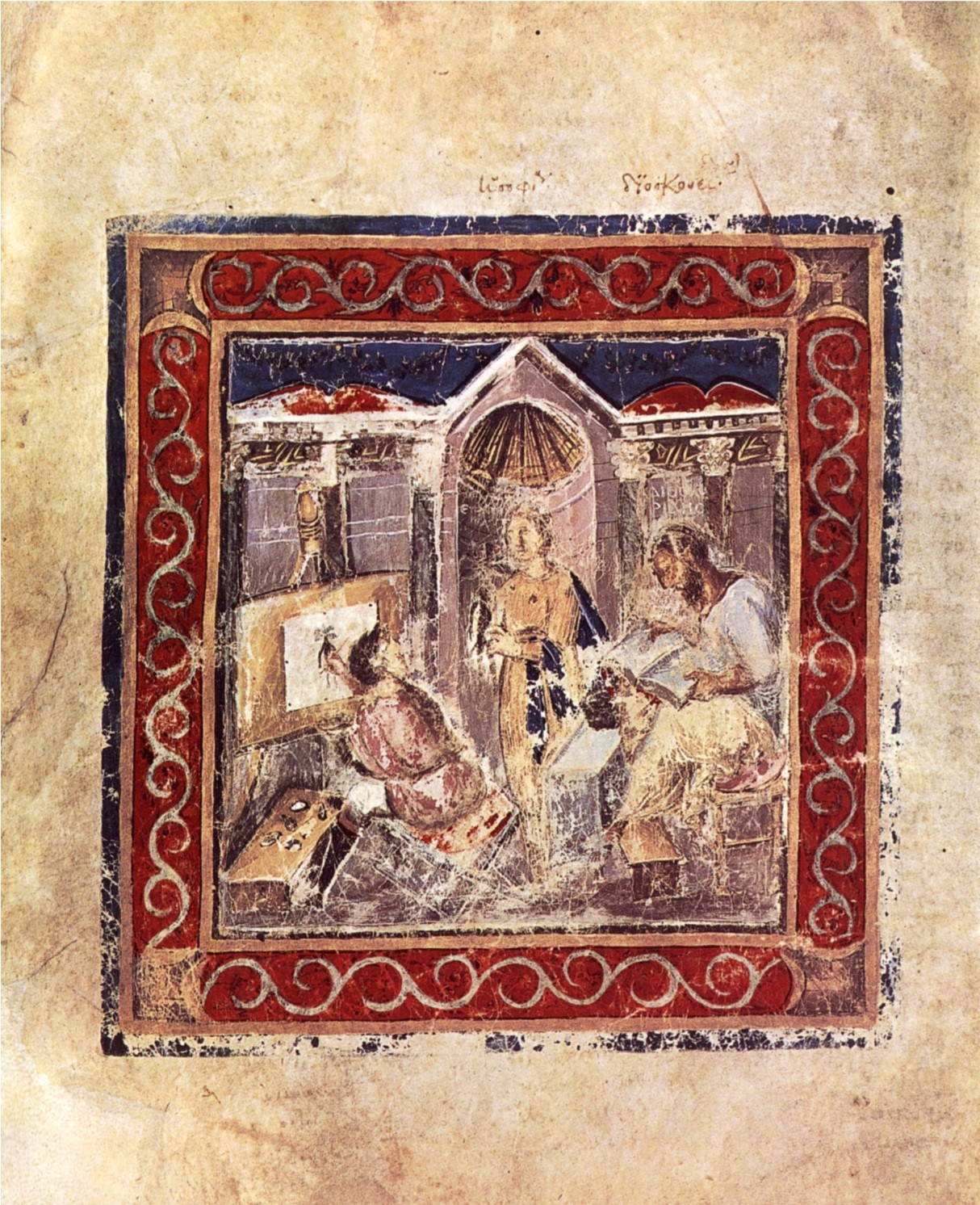
Fila 5v, portretul autorului
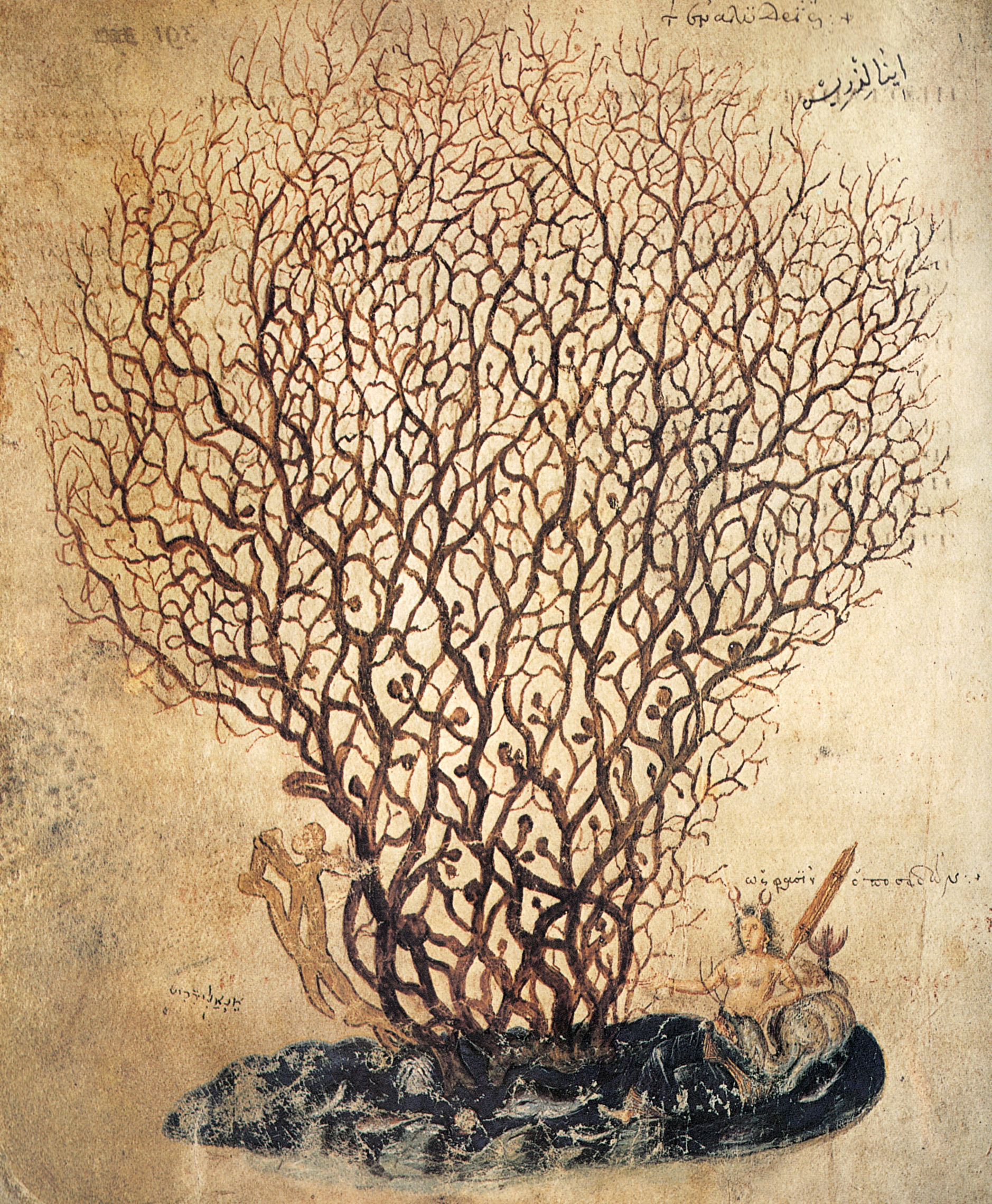
Corali
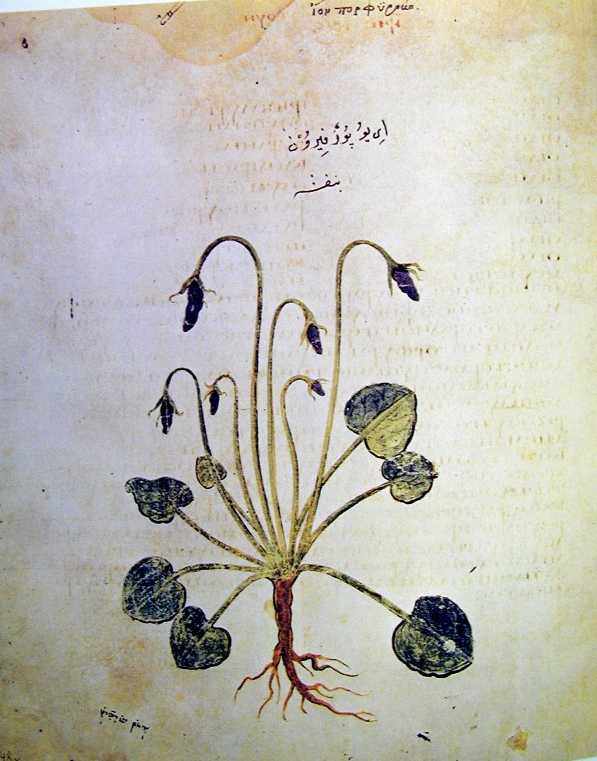
Fila 148v, Violete
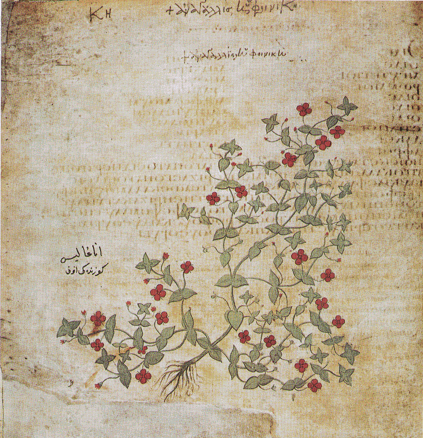
Mouron
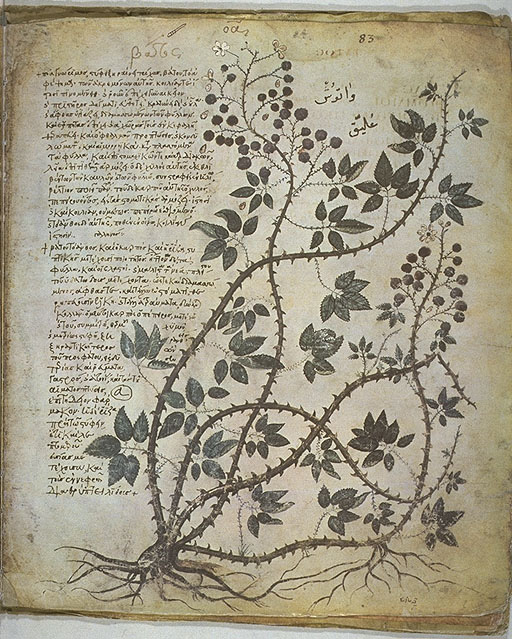
Mur
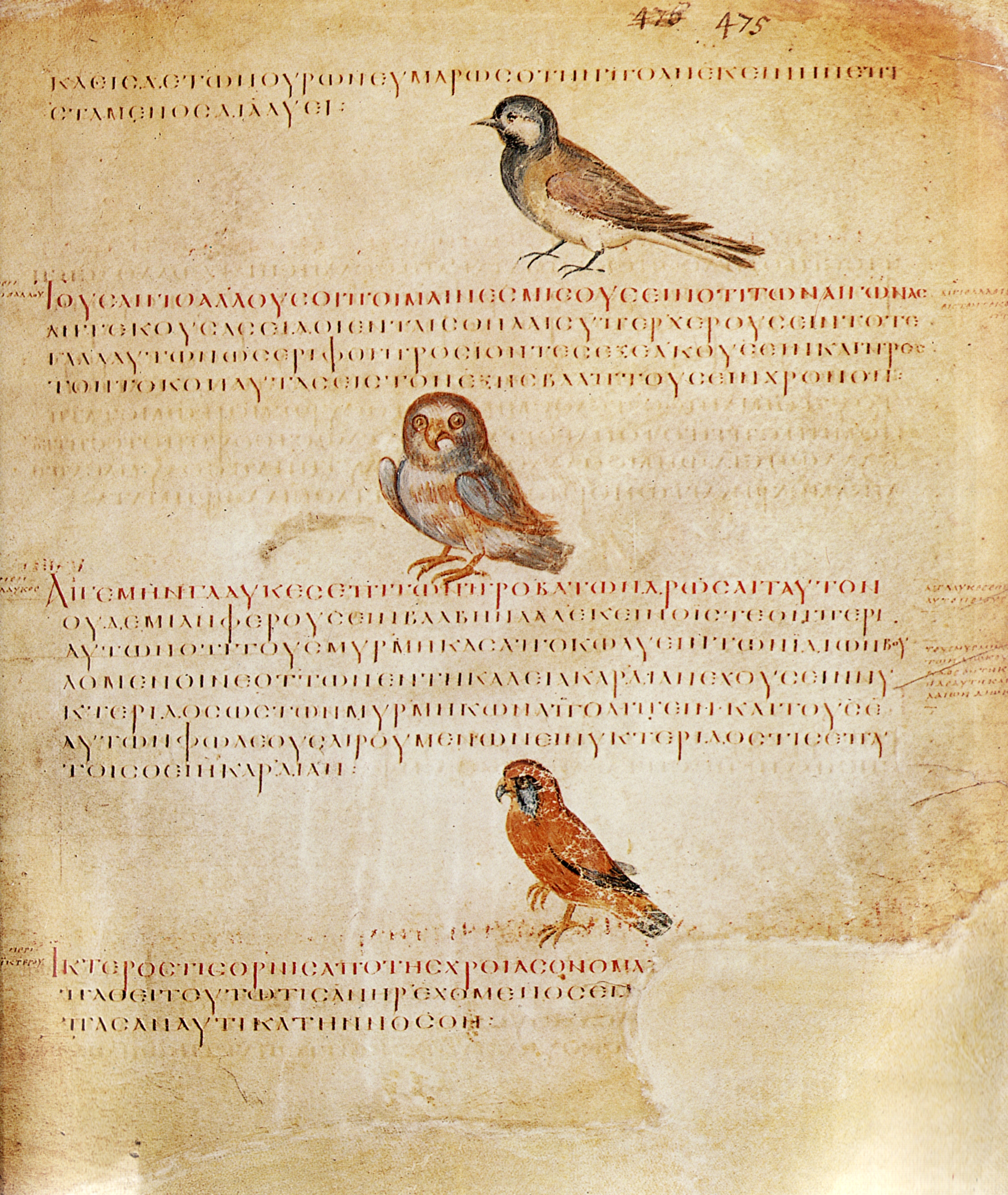
Păsări
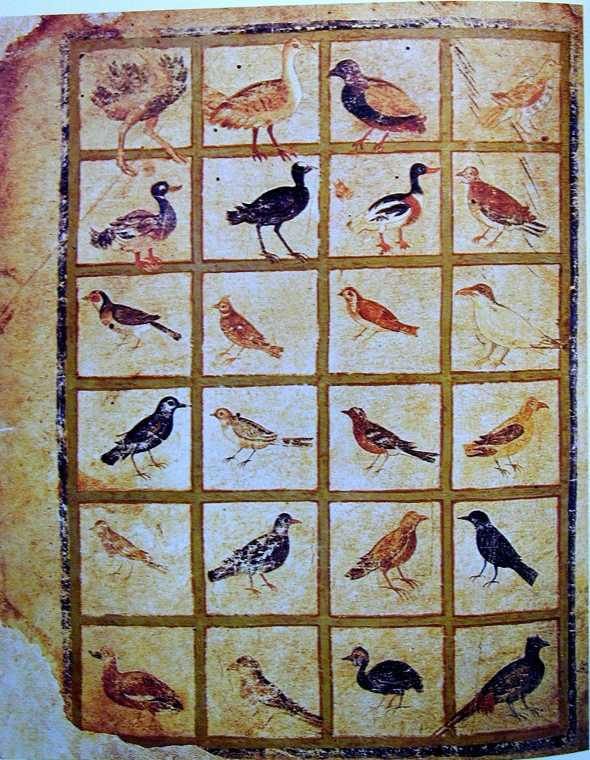
Fila 483v, Păsări.
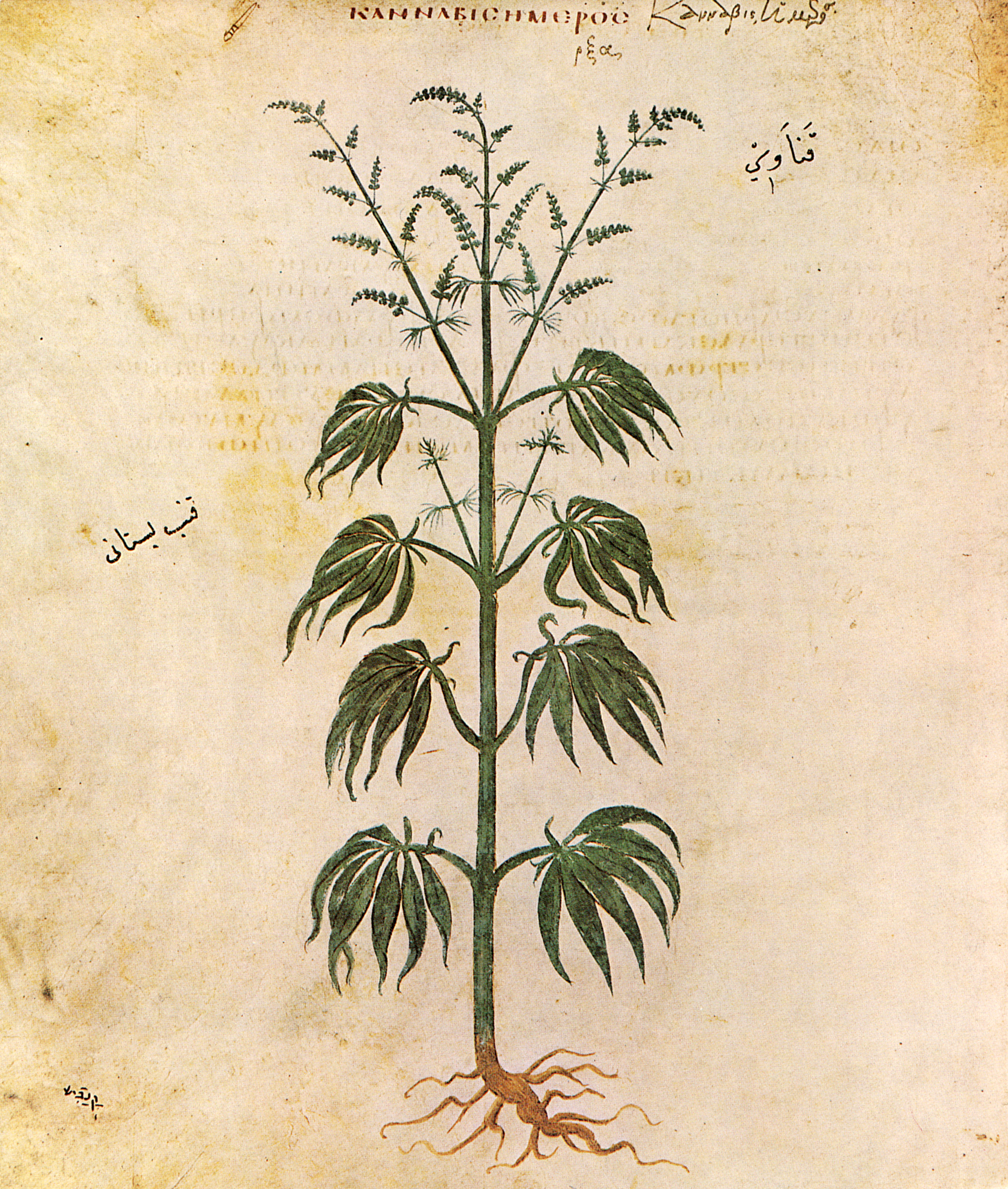
Cânepă indiană
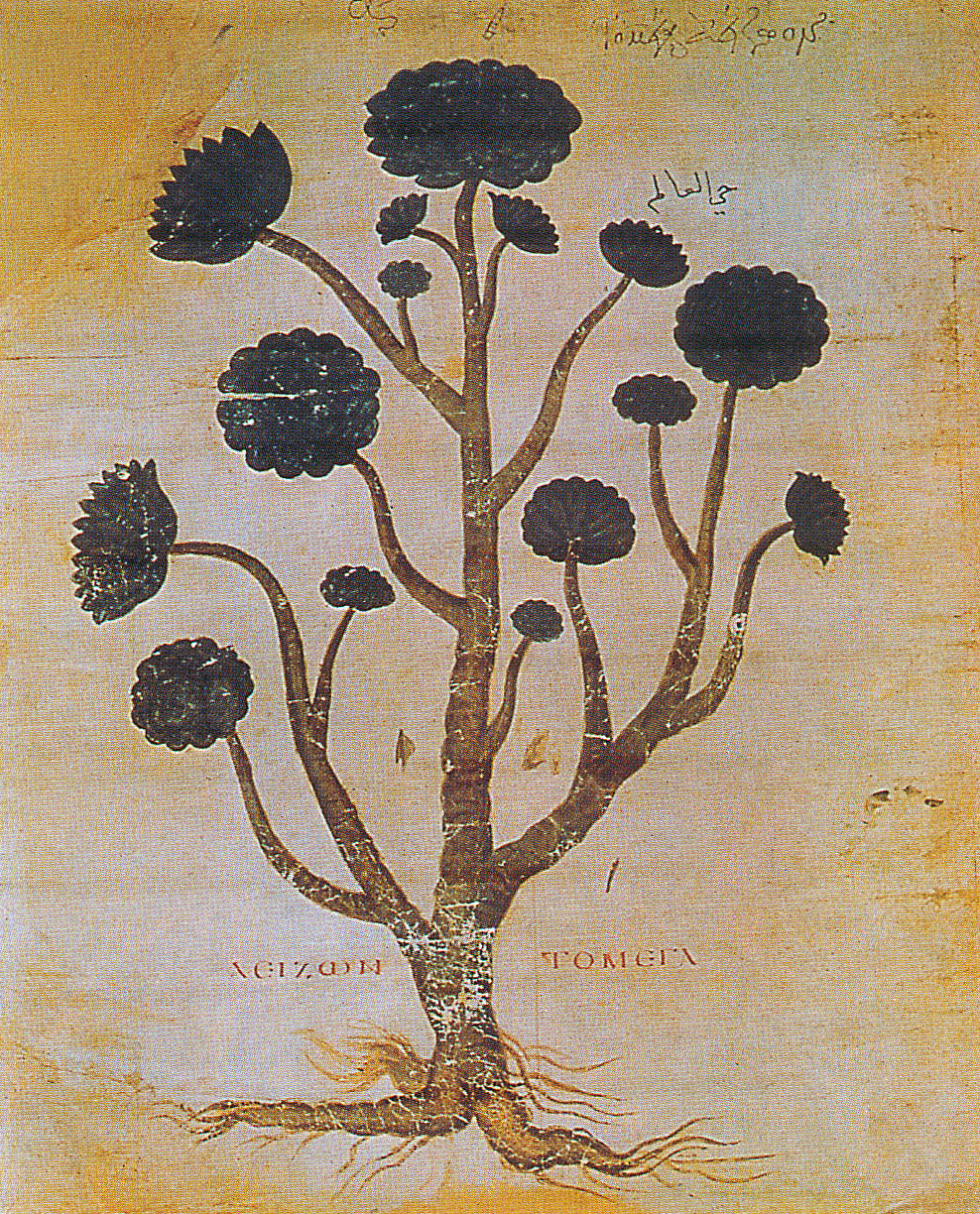
Aeonium arboreum
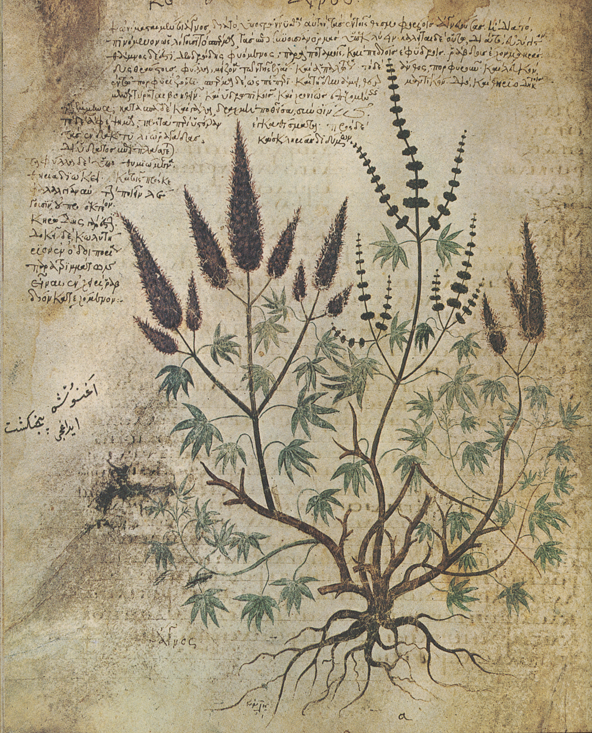
Agnos fila 36v
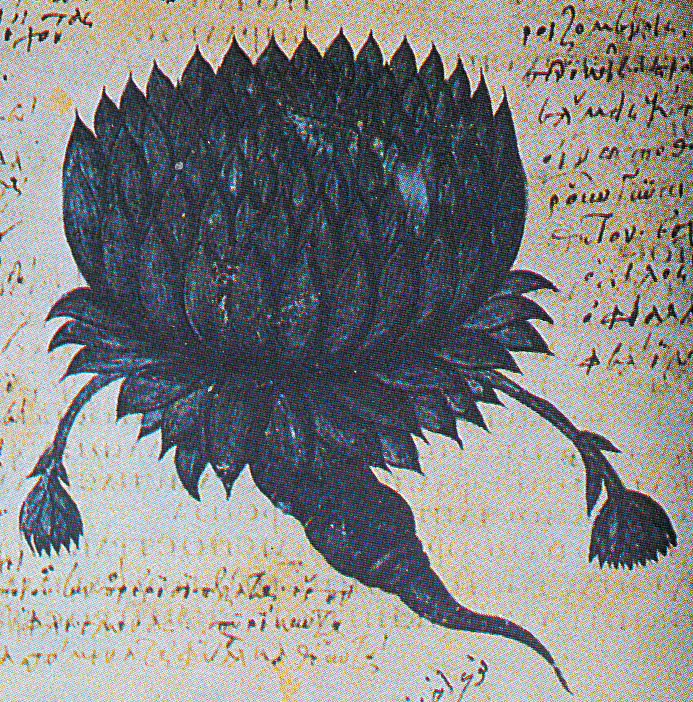
Aeizon to Mikron Sempervivum